# Colors of the Heart
「Colors of the Heart」（カラーズ・オブ・ザ・ハート）は、UVERworldの4枚目のシングル。2006年5月17日にgr8!recordsより発売された。

## 概要
表題曲は、TBS系アニメ『BLOOD+』3代目オープニングテーマ。DVDと描きおろしステッカーが付属の初回生産限定盤と通常盤の2形態で発売。
初のオリコン初登場3位を獲得。また、これまでリリースされた全シングル・アルバムのジャケットを飾ったキャラクター"UVERちゃん"は本作をもって姿を消した。以降のCDはメンバーを据えたジャケットに変更している。
この曲で、『ミュージックステーション』（テレビ朝日系）『HEY!HEY!HEY! MUSIC CHAMP』（フジテレビ系）に再び出演した。
キャッチコピーは、『土6アニメ「BLOOD+」新オープニングテーマ!』

## 収録内容
| 全編曲: UVERworld & 平出悟。 |                         |                     |              |       |
| #                            | タイトル                | 作詞                | 作曲         | 時間  |
| 1.                           | 「Colors of the Heart」 | Alice ice / TAKUYA∞ | TAKUYA∞      | 3:50  |
| 2.                           | 「SORA」                | TAKUYA∞             | 彰 / TAKUYA∞ | 5:26  |
| 3.                           | 「一人じゃないから」    | TAKUYA∞             | TAKUYA∞      | 4:06  |
| 合計時間:                    | 合計時間:               | 合計時間:           | 合計時間:    | 13:22 |

| #  | タイトル                                         | 作詞 | 作曲・編曲 |
| -- | ------------------------------------------------ | ---- | ---------- |
| 1. | 「Colors of the Heart (BLOOD+ Special Edition)」 |      |            |

### 楽曲解説
1. Colors of the Heart
原型は、バンドの上京以前にすでに存在していた。2005年ごろから制作に入っていたという[5]。上京した2004年11月末にデモ音源が完成している[6]。
歌詞の一節「願い続ける思いいつか色づく」は、TAKUYA∞の尊敬するバンド『tick』のMCであるReigo5が彼に贈った言葉である[要出典]。なお、ラスサビへ入る前に裏歌詞が収録されている。
2. SORA
3. 一人じゃないから
故郷である滋賀県に対し、メンバー全員が上京した際の想いを歌った楽曲。ピアノ伴奏は、TAKUYA∞によるもの。

## 収録アルバム
| 曲名                | アルバム名        | 発売日        | 備考                  |
| ------------------- | ----------------- | ------------- | --------------------- |
| Colors of the Heart | 『BUGRIGHT』      | 2007年2月21日 | 2ndスタジオ・アルバム |
| 一人じゃないから    | 『BUGRIGHT』      | 2007年2月21日 | 2ndスタジオ・アルバム |
| Colors of the Heart | 『ALL TIME BEST』 | 2018年7月18日 | 2ndベスト・アルバム   |
| SORA                | 『ALL TIME BEST』 | 2018年7月18日 | 2ndベスト・アルバム   |